# Erwin Josi
Erwin Josi (* 1. März 1955 in Adelboden) ist ein ehemaliger Schweizer Skirennfahrer.

## Karriere
Josi gewann seine ersten Weltcuppunkte am 15. Januar 1977 bei der Abfahrt auf der Streif mit Rang 4, wobei er das Podest um knapp eine halbe Sekunde verpasste.
1980 nahm er zum ersten und einzigen Mal an Olympischen Winterspielen teil. Bei den Wettkämpfen in Lake Placid belegte er den 24. Platz in der Abfahrt.
Seine letzten Weltcuppunkte gewann Josi am 31. Januar 1981 bei der Abfahrt in St. Anton am Arlberg, danach trat er nicht mehr als Rennfahrer in Erscheinung.

## Erfolge

### Olympische Winterspiele
- Lake Placid 1980: 24. Abfahrt

### Weltmeisterschaften
- Lake Placid 1980: 24. Abfahrt

### Weltcup
- 3 Platzierungen unter den besten 5